# Biscutella didyma
Biscutella didyma L.  är en korsblommig växt.
Biscutella didyma ingår i släktet Biscutella och familjen korsblommiga växter. 

## Homonymer
- Biscutella didyma Scop. 1772
- Biscutella didyma Pall., 1773
- Biscutella didyma Willd., 1809

## Underarter
Biscutella didyma delas in i följande underarter:
- Biscutella didyma subsp. applanata (Mach.-Laur.) Hadač & Chrtek, 1973
- Biscutella didyma subsp. apula Nyman, 1878
- Biscutella didyma var. apula (L.) Coss., 1872
- Biscutella didyma f. ciliata (DC.) Thell., 1914
- Biscutella didyma subsp. ciliata (DC.) Maire, 1857
- Biscutella didyma subvar. ciliata (DC.) T.Durand & Schinz, 1898
- Biscutella didyma var. ciliata (DC.) Vis, 1850
- Biscutella didyma var. columnae (Ten.) Halácsy, 1900
- Biscutella didyma subvar. depressa (Willd.) T.Durand & Schinz, 1898
- Biscutella didyma var. depressa (Willd.) Thell., 1914
- Biscutella didyma var. depressa (Willd.) El Naggar, 1988
- Biscutella didyma L. subsp. didyma (autonym)
- Biscutella didyma subsp. dunensis Chrtek & B.Slavík, 1981
- Biscutella didyma var. elbensis (Chrtek) El Naggar, 1988
- Biscutella didyma var. eriocarpa (DC.) Maire & Weiller, 1967
- Biscutella didyma var. leiocarpa Halácsy, 1900
- Biscutella didyma f. lyrata (L. Batt. & Trab., 1999
- Biscutella didyma subsp. lyrata (L.) Thell., 1914
- Biscutella didyma var. lyrata (L.) Coss., 1972

## Bilder

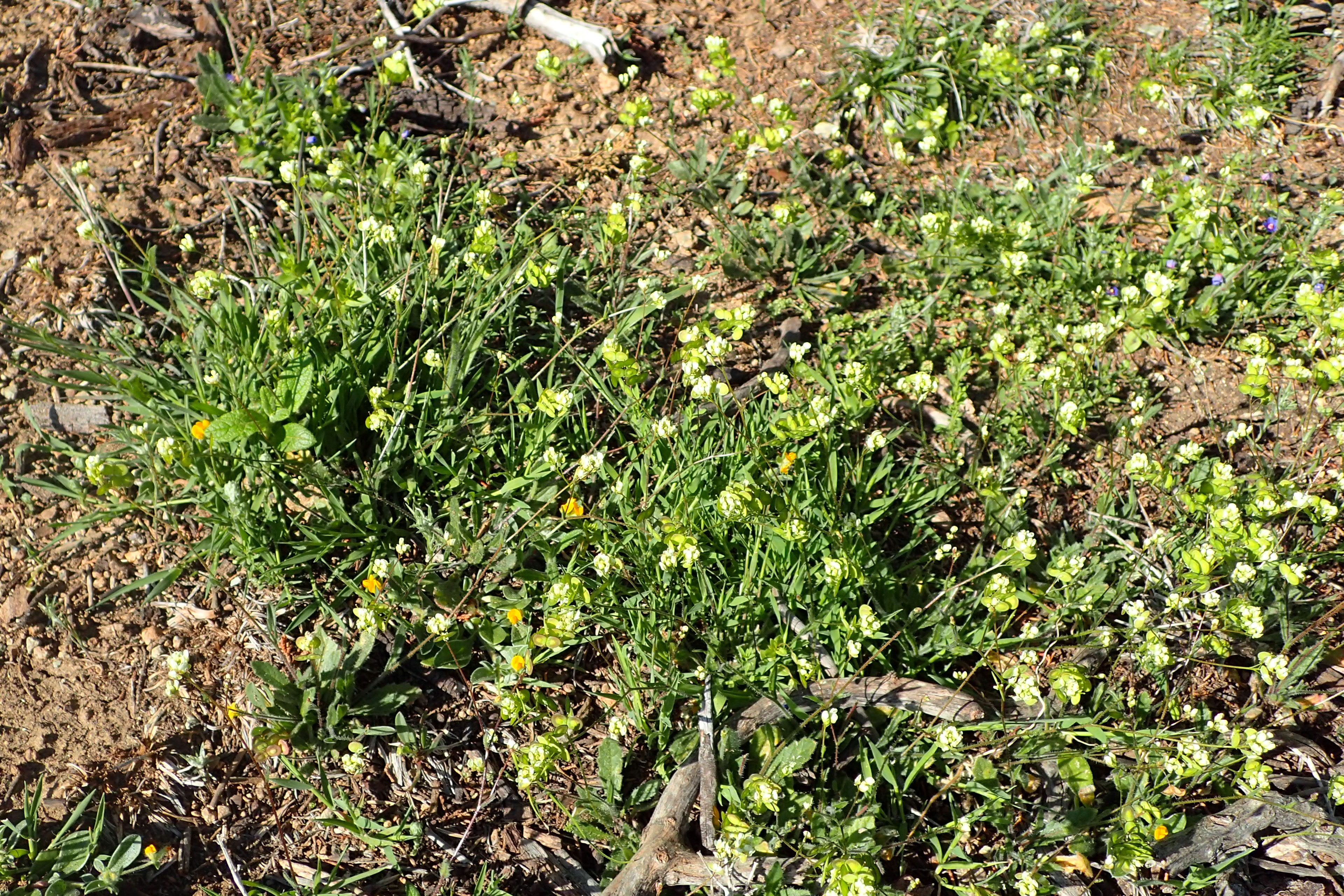
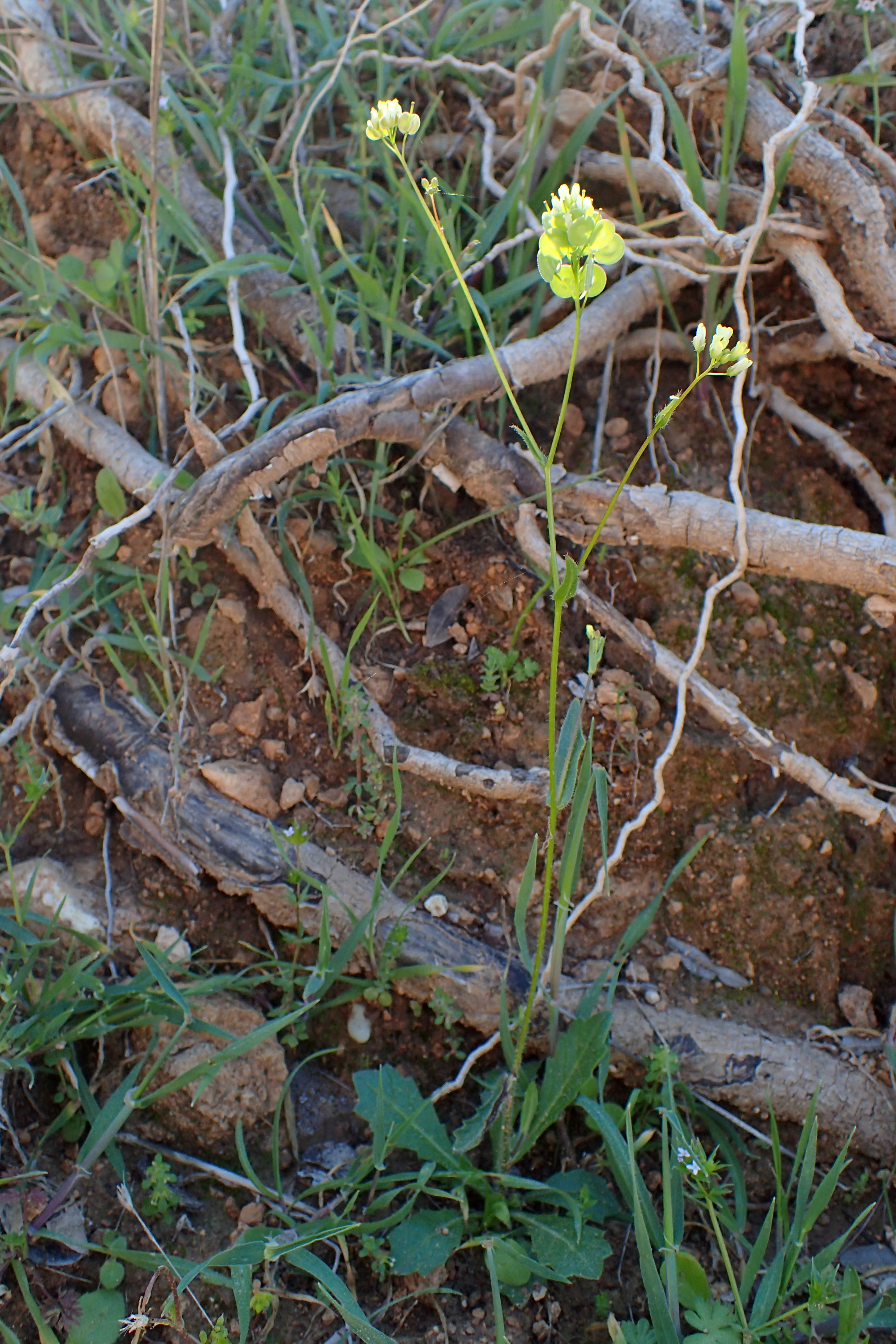
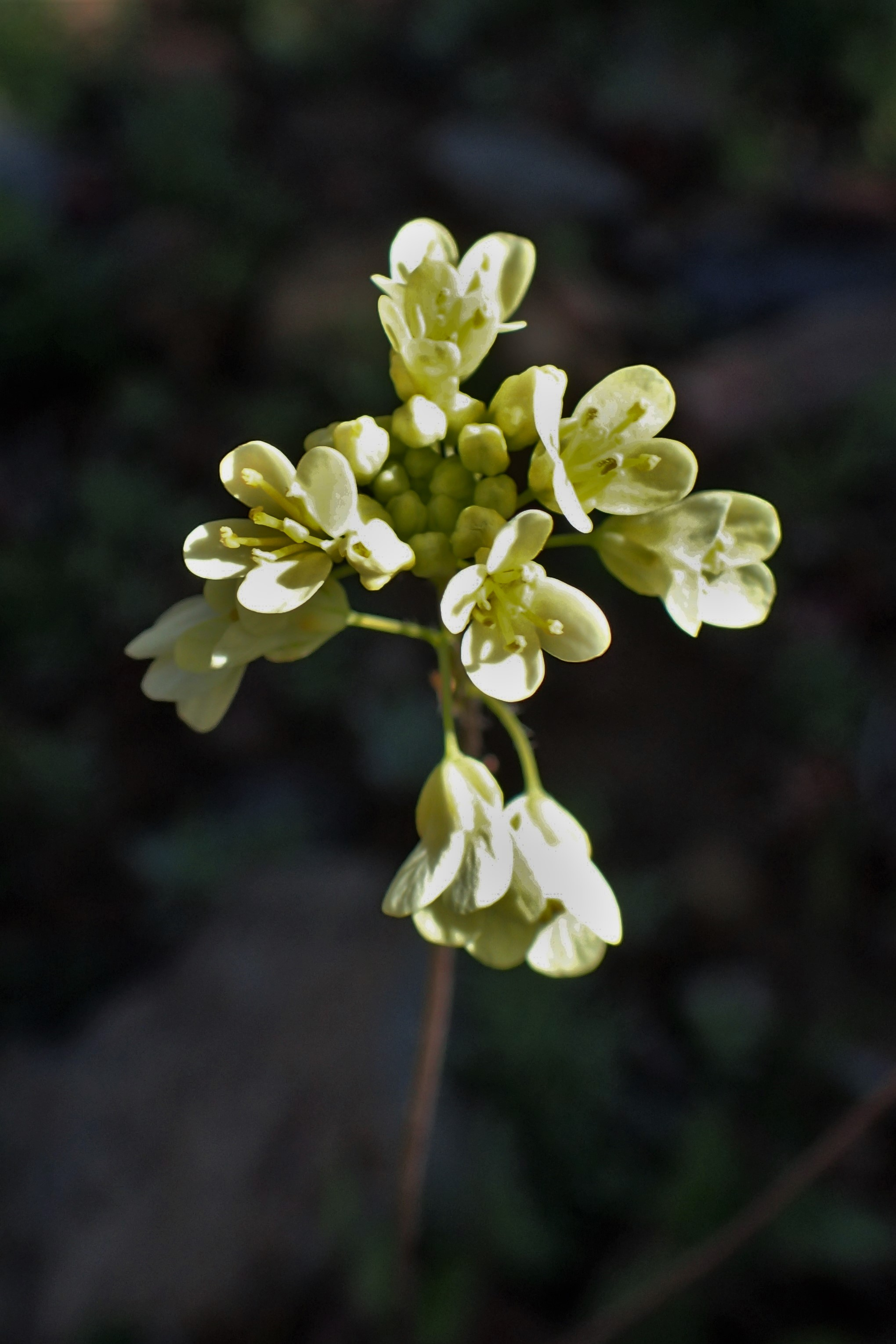
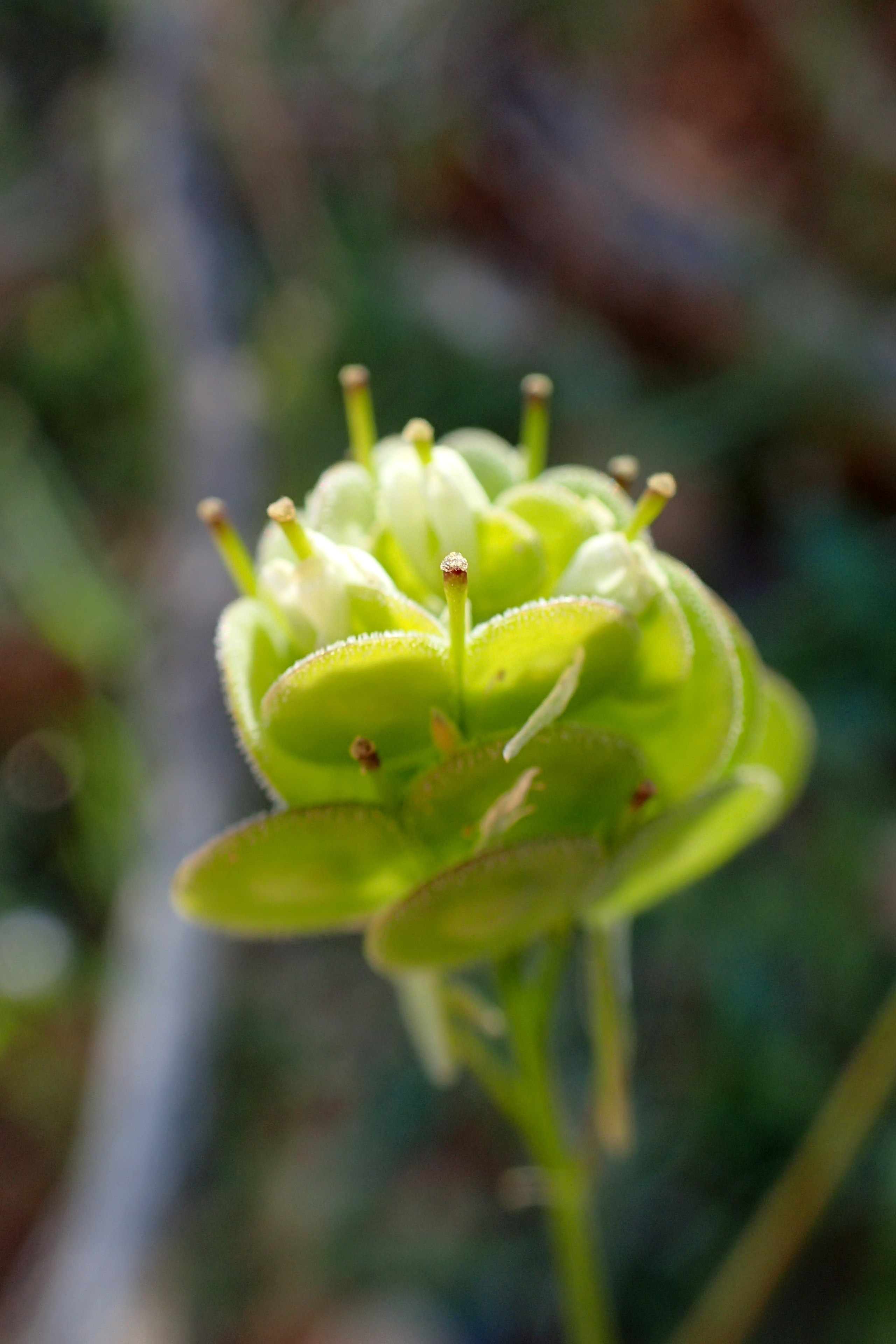
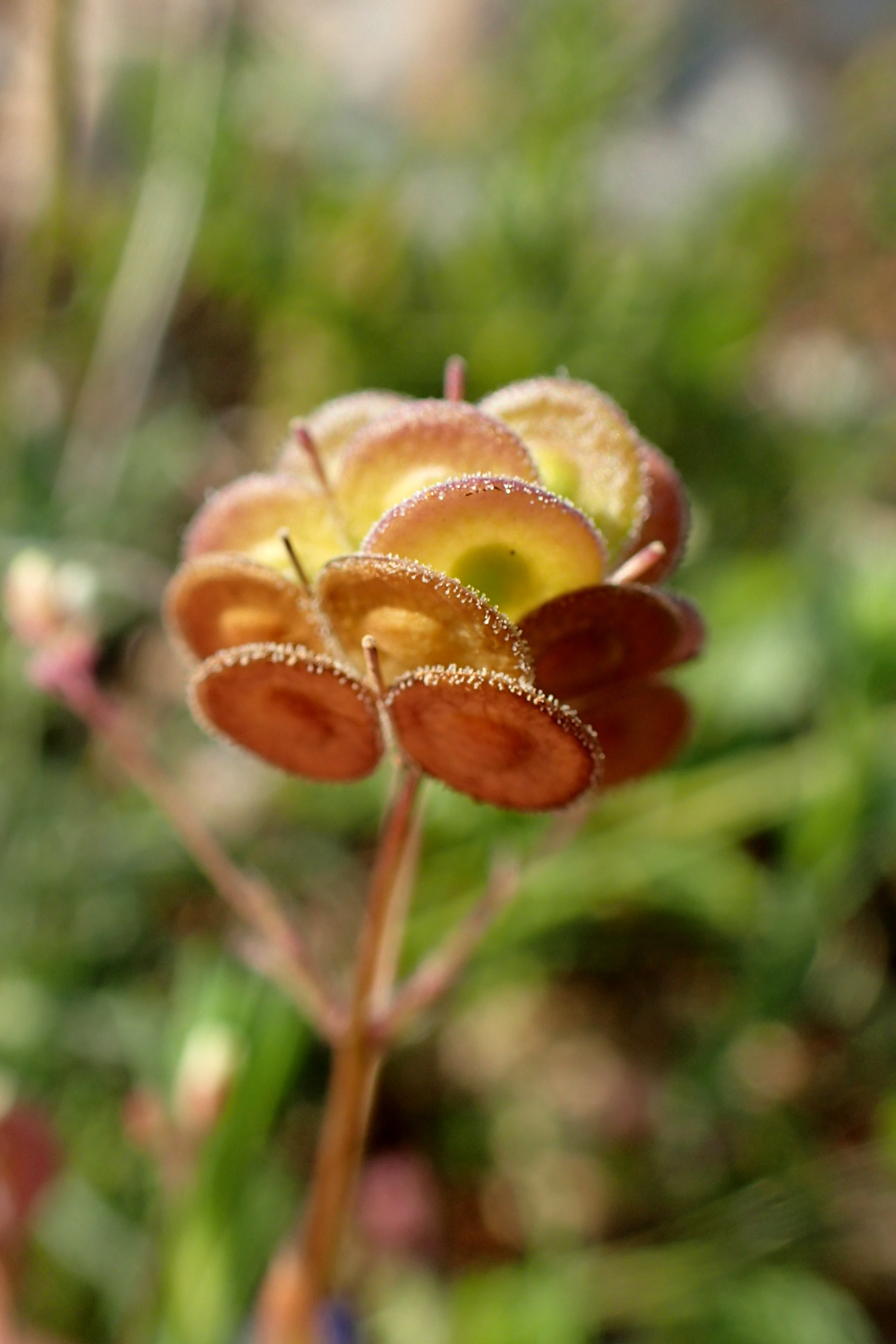
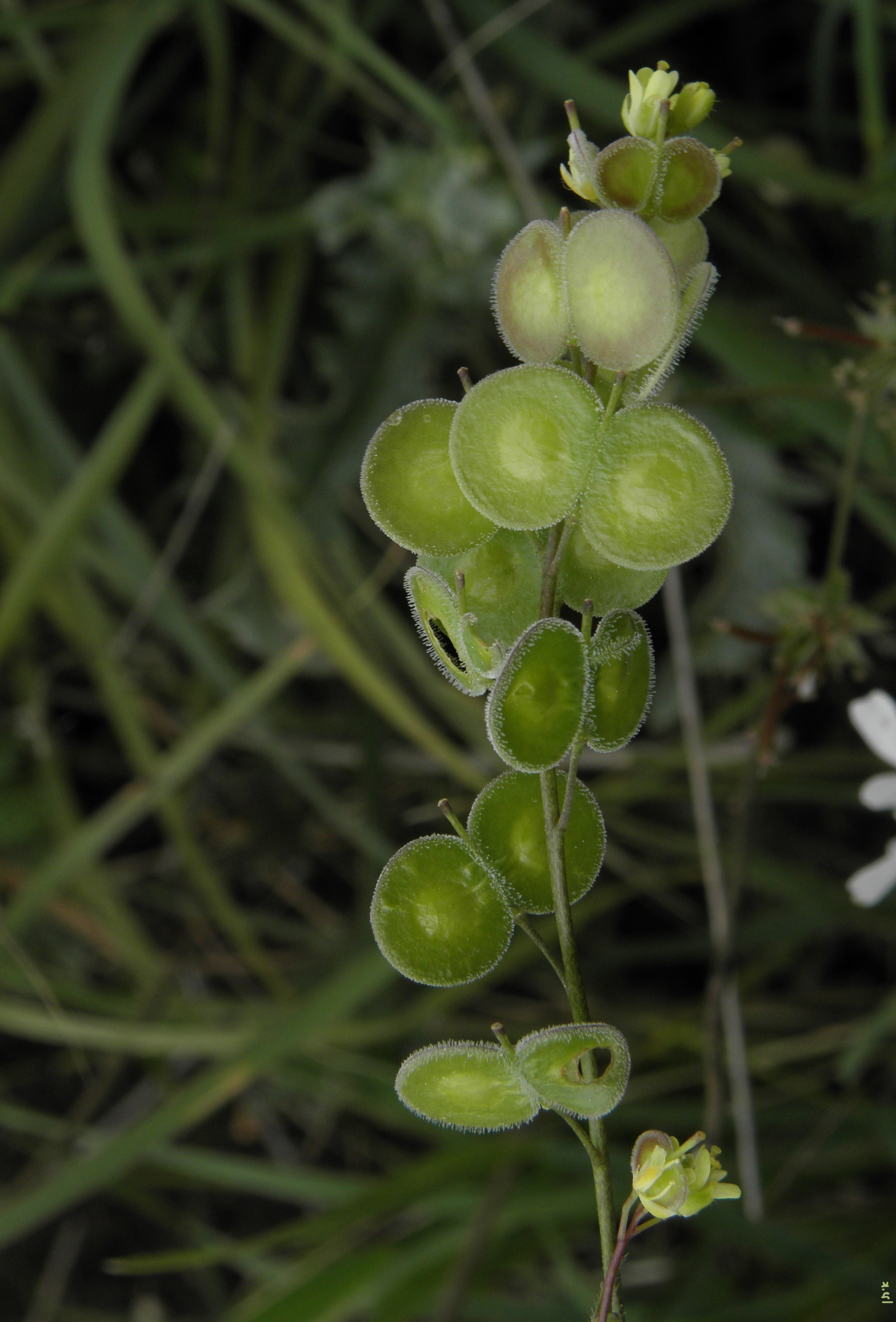